# Tom Clancy’s Splinter Cell: Double Agent
Tom Clancy’s Splinter Cell: Double Agent – komputerowa przygodowa gra akcji z serii Splinter Cell, wyprodukowana i wydana w 2006 roku przez Ubisoft. Jest to piąta odsłona serii Splinter Cell.
Kolejna odsłona serii, prezentująca losy tajnego agenta Sama Fishera, zmienia klimat rozgrywki. Fisher podczas początkowej akcji traci swojego partnera Johna, dowiaduje się też o śmierci córki. W wyniku tego splotu zdarzeń schodzi na ścieżkę przestępczą, wykonując zlecenia dla organizacji terrorystycznej John Brown's Army. Zostaje wtrącony do więzienia, z którego jednak ucieka. Gracz w Double Agent jest zmuszony dokonać wyboru między poparciem Trzeciego Wydziału (jednostki, w której służy Fisher) a John Brown's Army; sama rozgrywka, inaczej niż w poprzednich częściach serii, nastawiona jest na akcję.